# Malaysia Open 2004
Die Malaysia Open 2004 im Badminton fanden vom 29. Juni bis zum 4. Juli 2004 in Bandar Indera Mahkota statt. Das Preisgeld betrug 120.000 Dollar.

## Sieger und Platzierte
| Disziplin    | Gold                        | Silber                          | Bronze                           |
| ------------ | --------------------------- | ------------------------------- | -------------------------------- |
| Herreneinzel | Lee Chong Wei               | Park Sung-hwan                  | Xia Xuanze                       |
| Herreneinzel | Lee Chong Wei               | Park Sung-hwan                  | Chen Hong                        |
| Dameneinzel  | Zhang Ning                  | Zhou Mi                         | Pi Hongyan                       |
| Dameneinzel  | Zhang Ning                  | Zhou Mi                         | Gong Ruina                       |
| Herrendoppel | Choong Tan Fook Lee Wan Wah | Alvent Yulianto Luluk Hadiyanto | Thomas Laybourn Peter Steffensen |
| Herrendoppel | Choong Tan Fook Lee Wan Wah | Alvent Yulianto Luluk Hadiyanto | Ong Soon Hock Tan Bin Shen       |
| Damendoppel  | Yang Wei Zhang Jiewen       | Gao Ling Huang Sui              | Hwang Yu-mi Lee Hyo-jung         |
| Damendoppel  | Yang Wei Zhang Jiewen       | Gao Ling Huang Sui              | Wei Yili Zhao Tingting           |
| Mixed        | Zhang Jun Gao Ling          | Kim Yong-hyun Lee Hyo-jung      | Nathan Robertson Gail Emms       |
| Mixed        | Zhang Jun Gao Ling          | Kim Yong-hyun Lee Hyo-jung      | Nova Widianto Vita Marissa       |

## Finalergebnisse
| Disziplin    | Sieger                      | Finalist                        | Ergebnis         |
| ------------ | --------------------------- | ------------------------------- | ---------------- |
| Herreneinzel | Lee Chong Wei               | Park Sung-hwan                  | 15-3, 15-12      |
| Dameneinzel  | Zhang Ning                  | Zhou Mi                         | 9-11, 11-7, 11-8 |
| Herrendoppel | Choong Tan Fook Lee Wan Wah | Alvent Yulianto Luluk Hadiyanto | 15-12, 15-7      |
| Damendoppel  | Yang Wei Zhang Jiewen       | Gao Ling Huang Sui              | 15-7, 15-6       |
| Mixed        | Zhang Jun Gao Ling          | Kim Yong-hyun Lee Hyo-jung      | 15-2, 15-11      |

## Ergebnisse

### Herreneinzel Qualifikation
- Mohd Shafiq Jamaluddin –  Chan Kwong Beng: 15-8 / 15-13
- Zairul Hafiz Zainudin –  Chi How Chong: 15-13 / 15-11
- Beryno Wong Jiann Tze –  Abdul Muhaimin Mohamad Razali: 15-6 / 15-10
- Zulfari Abdullah –  Thomas Quéré: 15-3 / 15-13
- Hafiz Hasbullah –  Lim Fang Yang: 15-6 / 15-7
- Mohd Afiq Roslan –  Yik Xiang Loo: 17-16 / 15-12
- Dixson Lai –  Sayed Hafeez Sayed Mohsin: 15-10 / 15-10
- Zhang Yang –  Tobias Kruseborn: 15-1 / 15-2
- Mohd Shafiq Jamaluddin –  Arif Abdul Latif: 15-11 / 15-5
- Zairul Hafiz Zainudin –  Mohd Lutfi Zaim Abdul Khalid: 15-4 / 15-12
- Beryno Wong Jiann Tze –  Ong Jian Guo: 15-8 / 15-6
- Vountus Indra Mawan –  Zulfari Abdullah: 15-9 / 15-11
- Hafiz Hasbullah –  Nik Ahmad Shahriman Nik Abdullah: 15-5 / 15-2
- Mohd Afiq Roslan –  Chuen Jein Tay: 15-8 / 15-1
- James Chua –  Dixson Lai: 15-3 / 15-3

### Herreneinzel
- Lin Dan –  Hafiz Hasbullah: 15-3 / 15-1
- Lee Tsuen Seng –  Sergio Llopis: 15-7 / 15-4
- Marleve Mainaky –  Anders Boesen: 10-15 / 15-1 / 15-10
- Muhammad Hafiz Hashim –  Poompat Sapkulchananart: 15-10 / 12-15 / 15-2
- Sony Dwi Kuncoro –  Zairul Hafiz Zainudin: 15-2 / 15-3
- Agus Hariyanto –  Peerasak Wiriyaphadungphong: 17-14 / 15-13
- Niels Christian Kaldau –  Yohan Hadikusumo Wiratama: 15-4 / 12-15 / 15-3
- Park Sung-hwan –  Simon Maunoury: 15-3 / 15-2
- Peter Rasmussen –  Wong Choong Hann: 15-4 / 4-15 / 15-10
- Björn Joppien –  Beryno Wong Jiann Tze: 15-8 / 15-3
- Shoji Sato –  Kenneth Jonassen: 15-12 / 7-15 / 17-16
- Dicky Palyama –  Mohd Afiq Roslan: 15-2 / 15-2
- Xia Xuanze –  Nik Ahmad Faiz Nik Abdullah: 15-2 / 15-8
- Marcus Jansson –  Kien Ling Chong: 8-15 / 15-4 / 15-6
- Chen Yu  –  Sairul Amar Ayob: 14-17 / 15-6 / 15-2
- Kuan Beng Hong –  Przemysław Wacha: 15-6 / 15-3
- Hidetaka Yamada –  Vountus Indra Mawan: 15-7 / 15-7
- Lee Chong Wei –  Wiempie Mahardi: 17-14 / 15-3
- Yeoh Kay Bin –  Zhang Yang: 15-5 / 15-7
- Peter Gade –  Jang Young-soo: 15-7 / 15-3
- James Chua –  Raymond Steven: 15-9 / 9-15 / 15-1
- Roslin Hashim –  Jim Ronny Andersen: 15-6 / 15-6
- Salim Sameon –  Eric Pang: 15-8 / 15-2
- Bao Chunlai –  Erwin Kehlhoffner: 15-7 / 15-5
- Antti Viitikko –  Mohd Shafiq Jamaluddin: 15-8 / 15-6
- Taufik Hidayat –  Chong Chieh Lok: 15-3 / 15-1
- Ronald Susilo –  Pei Wee Chung: 15-3 / 15-1
- Andrew Smith –  Chen Wet Lim: 15-3 / 15-5
- Ng Wei –  Mohd Hazwan Jamaluddin: 15-7 / 15-3
- Boonsak Ponsana –  Khrishnan Yogendran: 15-6 / 15-13
- Chen Hong –  Mohd Nazree Latifi: 15-3 / 15-3
- Ismail Saman –  George Rimarcdi: w.o.
- Lin Dan –  Lee Tsuen Seng: 15-4 / 15-7
- Muhammad Hafiz Hashim –  Marleve Mainaky: 15-8 / 17-14
- Sony Dwi Kuncoro –  Agus Hariyanto: 11-10 / 15-7
- Park Sung-hwan –  Niels Christian Kaldau: 15-6 / 15-8
- Peter Rasmussen –  Björn Joppien: 15-4 / 15-3
- Shoji Sato –  Dicky Palyama: 15-3 / 15-4
- Xia Xuanze –  Marcus Jansson: 15-4 / 15-8
- Chen Yu  –  Kuan Beng Hong: 15-10 / 3-15 / 15-6
- Lee Chong Wei –  Hidetaka Yamada: 15-12 / 15-2
- Peter Gade –  Yeoh Kay Bin: 15-4 / 15-11
- Roslin Hashim –  James Chua: 15-12 / 15-5
- Bao Chunlai –  Salim Sameon: 15-1 / 15-3
- Taufik Hidayat –  Antti Viitikko: 15-10 / 15-5
- Ronald Susilo –  Ismail Saman: 15-6 / 15-5
- Ng Wei –  Andrew Smith: 15-1 / 15-7
- Chen Hong –  Boonsak Ponsana: 15-10 / 17-15
- Lin Dan –  Muhammad Hafiz Hashim: 17-14 / 15-13
- Park Sung-hwan –  Sony Dwi Kuncoro: 15-10 / 15-10
- Peter Rasmussen –  Shoji Sato: 7-15 / 17-14 / 15-12
- Xia Xuanze –  Chen Yu: 15-7 / 15-8
- Lee Chong Wei –  Peter Gade: 12-15 / 15-3 / 17-16
- Bao Chunlai –  Roslin Hashim: 15-5 / 6-15 / 15-10
- Ronald Susilo –  Taufik Hidayat: 13-15 / 15-9 / 15-8
- Chen Hong –  Ng Wei: 15-10 / 13-15 / 15-5
- Park Sung-hwan –  Lin Dan: 15-12 / 15-5
- Xia Xuanze –  Peter Rasmussen: 15-12 / 12-15 / 15-6
- Lee Chong Wei –  Bao Chunlai: 15-10 / 15-11
- Chen Hong –  Ronald Susilo: 15-9 / 15-11
- Park Sung-hwan –  Xia Xuanze: 8-15 / 17-15 / 15-10
- Lee Chong Wei –  Chen Hong: 15-8 / 5-15 / 15-6
- Lee Chong Wei –  Park Sung-hwan: 15-3 / 15-12

### Dameneinzel Qualifikation
- Adriyanti Firdasari –  Woon Sze Mei: 11-5 / 11-6
- Adriyanti Firdasari –  Shinta Mulia Sari: 11-6 / 11-3
- Soratja Chansrisukot –  Sutheaswari Mudukasan: 11-2 / 11-4
- Lydia Cheah Li Ya –  Xing Aiying: 11-7 / 4-11 / 11-8
- Ng Hui Lin –  Ooi Yu Hang: 11-3 / 2-11 / 11-9
- Sitee Phuksapaisalsilp –  Sugita Kunalan: 13-11 / 6-11 / 13-10
- Adriyanti Firdasari –  Soratja Chansrisukot: 11-7 / 11-2
- Lydia Cheah Li Ya –  Anita Raj Kaur: 11-3 / 11-9
- Khai Ping Lai –  Ng Hui Lin: 1-11 / 11-5 / 11-8

### Dameneinzel
- Gong Ruina –  Tine Baun: 11-7 / 11-5
- Yao Jie –  Sitee Phuksapaisalsilp: 11-0 / 11-3
- Jun Jae-youn –  Juliane Schenk: 11-2 / 11-9
- Kanako Yonekura –  Kelly Morgan: 11-8 / 11-3
- Jiang Yanmei –  Silvi Antarini: 11-6 / 11-1
- Xie Xingfang –  Ling Wan Ting: 11-1 / 11-5
- Petya Nedelcheva –  Lydia Cheah Li Ya: 11-0 / 11-4
- Xu Huaiwen –  Neli Boteva: 11-3 / 11-6
- Pi Hongyan –  Seo Yoon-hee: 11-5 / 11-9
- Nicole Grether –  Khai Ping Lai: 11-7 / 11-1
- Mia Audina –  Maria Kristin Yulianti: 3-11 / 11-3 / 13-10
- Salakjit Ponsana –  Li Li: 9-11 / 11-6 / 11-4
- Camilla Martin –  Molthila Kitjanon: 11-2 / 11-6
- Kaori Mori –  Tracey Hallam: 11-13 / 11-7 / 11-1
- Zhang Ning –  Adriyanti Firdasari: 11-9 / 11-2
- Zhou Mi –  Dolores Marco: w.o.
- Gong Ruina –  Yao Jie: 11-1 / 11-1
- Jun Jae-youn –  Kanako Yonekura: 13-11 / 11-2
- Zhou Mi –  Jiang Yanmei: 11-0 / 11-2
- Xie Xingfang –  Petya Nedelcheva: 13-10 / 11-0
- Pi Hongyan –  Xu Huaiwen: 11-9 / 11-3
- Mia Audina –  Nicole Grether: 11-0 / 11-2
- Camilla Martin –  Salakjit Ponsana: 11-7 / 11-7
- Zhang Ning –  Kaori Mori: 11-5 / 11-2
- Gong Ruina –  Jun Jae-youn: 11-5 / 11-1
- Zhou Mi –  Xie Xingfang: 11-1 / 11-8
- Pi Hongyan –  Mia Audina: 5-11 / 11-5 / 11-2
- Zhang Ning –  Camilla Martin: 11-0 / 11-3
- Zhou Mi –  Gong Ruina: 11-8 / 11-5
- Zhang Ning –  Pi Hongyan: 11-2 / 11-5
- Zhang Ning –  Zhou Mi: 9-11 / 11-7 / 11-8

### Herrendoppel Qualifikation
- Soon Chiang Ong /  Zhao Rong Tan –  Titon Gustaman /  Devin Lahardi Fitriawan: 15-3 / 15-6
- Rian Sukmawan /  Yoga Ukikasah –  Kien Ling Chong /  Raymond Steven: 15-2 / 15-4
- Chong Chieh Lok /  Zairul Hafiz Zainudin –  Mohd Afiq Roslan /  Sayed Hafeez Sayed Mohsin: 10-15 / 15-6 / 17-15
- Songphon Anugritayawon /  Peerasak Wiriyaphadungphong –  Chi How Chong /  Nik Ahmad Faiz Nik Abdullah: 15-13 / 15-5
- Ruben Gordown Khosadalina /  Aji Basuki Sindoro –  Mohd Razif Abdul Rahman /  Chong Hong Lok: 15-9 / 15-4
- Lim Fang Yang /  Yik Xiang Loo –  Ong Jian Guo /  Chuen Jein Tay: 15-12 / 15-10
- Vountus Indra Mawan /  Tan Wee Kiong –  Mohd Lutfi Zaim Abdul Khalid /  Arif Abdul Latif: 15-10 / 15-9
- Hafiz Hasbullah /  Dixson Lai –  Marcus Jansson /  Tobias Kruseborn: 15-4 / 15-4
- Rian Sukmawan /  Yoga Ukikasah –  Soon Chiang Ong /  Zhao Rong Tan: 17-14 / 15-6
- Songphon Anugritayawon /  Peerasak Wiriyaphadungphong –  Chong Chieh Lok /  Zairul Hafiz Zainudin: 15-3 / 15-2
- Ruben Gordown Khosadalina /  Aji Basuki Sindoro –  Lim Fang Yang /  Yik Xiang Loo: 15-1 / 15-4
- Vountus Indra Mawan /  Tan Wee Kiong –  Hafiz Hasbullah /  Dixson Lai: 15-11 / 9-15 / 15-11

### Herrendoppel
- Ong Soon Hock /  Tan Bin Shen –  Ruben Gordown Khosadalina /  Aji Basuki Sindoro: 15-1 / 15-4
- Lee Jae-jin /  Hwang Ji-man –  José Antonio Crespo /  Sergio Llopis: 15-3 / 15-10
- Rian Sukmawan /  Yoga Ukikasah –  Lin Woon Fui /  Fairuzizuan Tazari: 15-11 / 15-12
- Choong Tan Fook /  Lee Wan Wah –  Flandy Limpele /  Candra Wijaya: 15-11 / 9-15 / 15-0
- Hendra Gunawan /  Joko Riyadi –  Michał Łogosz /  Robert Mateusiak: 15-6 / 8-15 / 15-6
- Sang Yang /  Zheng Bo –  Mathias Boe /  Michael Lamp: 15-11 / 15-2
- Liu Kwok Wa /  Albertus Susanto Njoto –  Kovit Phisetsarasai /  Nitipong Saengsila: 15-8 / 15-8
- Thomas Laybourn /  Peter Steffensen –  Songphon Anugritayawon /  Peerasak Wiriyaphadungphong: 15-2 / 13-15 / 15-4
- Chan Chong Ming /  Chew Choon Eng –  Anthony Clark /  Nathan Robertson: 13-15 / 15-8 / 17-14
- Erwin Kehlhoffner /  Thomas Quéré –  Vountus Indra Mawan /  Tan Wee Kiong: 15-7 / 15-12
- Jens Eriksen /  Martin Lundgaard Hansen –  Fredrik Bergström /  Svetoslav Stoyanov: 15-4 / 15-9
- Robert Blair /  Daniel Shirley –  Kim Yong-hyun /  Yim Bang-eun: 15-9 / 6-15 / 15-6
- Alvent Yulianto /  Luluk Hadiyanto –  Gan Teik Chai /  Koo Kien Keat: 15-9 / 15-7
- Markis Kido /  Hendra Setiawan –  Nuttaphon Narkthong /  Panuwat Ngernsrisul: 15-2 / 15-1
- Cai Yun /  Fu Haifeng –  Keita Masuda /  Tadashi Ohtsuka: 15-4 / 15-13
- Patapol Ngernsrisuk /  Sudket Prapakamol –  Sigit Budiarto /  Nova Widianto: w.o.
- Ong Soon Hock /  Tan Bin Shen –  Lee Jae-jin /  Hwang Ji-man: 15-10 / 15-13
- Patapol Ngernsrisuk /  Sudket Prapakamol –  Rian Sukmawan /  Yoga Ukikasah: 15-11 / 15-13
- Choong Tan Fook /  Lee Wan Wah –  Hendra Gunawan /  Joko Riyadi: 15-5 / 15-10
- Sang Yang /  Zheng Bo –  Liu Kwok Wa /  Albertus Susanto Njoto: 15-7 / 15-9
- Thomas Laybourn /  Peter Steffensen –  Chan Chong Ming /  Chew Choon Eng: 9-15 / 15-13 / 15-7
- Jens Eriksen /  Martin Lundgaard Hansen –  Erwin Kehlhoffner /  Thomas Quéré: 15-9 / 15-3
- Alvent Yulianto /  Luluk Hadiyanto –  Robert Blair /  Daniel Shirley: 15-12 / 15-10
- Markis Kido /  Hendra Setiawan –  Cai Yun /  Fu Haifeng: 17-16 / 15-12
- Ong Soon Hock /  Tan Bin Shen –  Patapol Ngernsrisuk /  Sudket Prapakamol: 13-15 / 15-13 / 15-9
- Choong Tan Fook /  Lee Wan Wah –  Sang Yang /  Zheng Bo: 15-9 / 15-13
- Thomas Laybourn /  Peter Steffensen –  Jens Eriksen /  Martin Lundgaard Hansen: 15-14 / 15-11
- Alvent Yulianto /  Luluk Hadiyanto –  Markis Kido /  Hendra Setiawan: 15-6 / 9-15 / 15-9
- Choong Tan Fook /  Lee Wan Wah –  Ong Soon Hock /  Tan Bin Shen: 17-14 / 15-4
- Alvent Yulianto /  Luluk Hadiyanto –  Thomas Laybourn /  Peter Steffensen: 13-15 / 15-5 / 15-10
- Choong Tan Fook /  Lee Wan Wah –  Alvent Yulianto /  Luluk Hadiyanto: 15-12 / 15-7

### Damendoppel Qualifikation
- Lydia Cheah Li Ya /  Ng Hui Lin –  Nairul Suhaida Abdul Latif /  Jeslyn Swi Ling Pang: 8-15 / 17-16 / 15-4

### Damendoppel
- Gao Ling /  Huang Sui –  Chin Eei Hui /  Wong Pei Tty: 15-7 / 15-2
- Sathinee Chankrachangwong /  Saralee Thungthongkam –  Vita Marissa /  Eny Widiowati: 15-3 / 15-7
- Seiko Yamada /  Shizuka Yamamoto –  Lydia Cheah Li Ya /  Ng Hui Lin: 15-1 / 15-7
- Ella Tripp /  Joanne Nicholas –  Anita Raj Kaur /  Khai Ping Lai: 15-6 / 15-4
- Wei Yili /  Zhao Tingting –  Soratja Chansrisukot /  Salakjit Ponsana: 15-8 / 15-2
- Kamila Augustyn /  Nadieżda Zięba –  Law Pei Pei /  Marilyn Mei Ling Pang: 15-0 / 15-7
- Ann-Lou Jørgensen /  Rikke Olsen –  Natalie Munt /  Sara Runesten-Petersen: 15-10 / 15-13
- Jiang Yanmei /  Li Yujia –  Louisa Koon Wai Chee /  Li Wing Mui: 15-9 / 15-7
- Gail Emms /  Donna Kellogg –  Lelyana Daisy Chandra /  Tetty Yunita: 15-5 / 15-8
- Liliyana Natsir /  Greysia Polii –  Chikako Nakayama /  Keiko Yoshitomi: 15-3 / 15-12
- Molthila Kitjanon /  Sitee Phuksapaisalsilp –  Sugita Kunalan /  Ooi Yu Hang: 15-10 / 15-5
- Hwang Yu-mi /  Lee Hyo-jung –  Duanganong Aroonkesorn /  Kunchala Voravichitchaikul: 15-7 / 15-8
- Pernille Harder /  Mette Schjoldager –  Nicole Grether /  Juliane Schenk: 15-12 / 15-8
- Jo Novita /  Lita Nurlita –  Shinta Mulia Sari /  Xing Aiying: 15-8 / 15-6
- Neli Boteva /  Petya Nedelcheva –  Fong Chew Yen /  Phui Leng See: 15-8 / 15-9
- Yang Wei /  Zhang Jiewen –  Mooi Hing Yau /  Ooi Sock Ai: 15-1 / 15-4
- Gao Ling /  Huang Sui –  Sathinee Chankrachangwong /  Saralee Thungthongkam: 15-4 / 15-9
- Ella Tripp /  Joanne Nicholas –  Seiko Yamada /  Shizuka Yamamoto: 15-5 / 15-10
- Wei Yili /  Zhao Tingting –  Kamila Augustyn /  Nadieżda Zięba: 15-0 / 15-7
- Jiang Yanmei /  Li Yujia –  Ann-Lou Jørgensen /  Rikke Olsen: 15-13 / 15-5
- Liliyana Natsir /  Greysia Polii –  Gail Emms /  Donna Kellogg: 15-5 / 15-8
- Hwang Yu-mi /  Lee Hyo-jung –  Molthila Kitjanon /  Sitee Phuksapaisalsilp: 15-6 / 15-3
- Pernille Harder /  Mette Schjoldager –  Jo Novita /  Lita Nurlita: 15-12 / 15-7
- Yang Wei /  Zhang Jiewen –  Neli Boteva /  Petya Nedelcheva: 15-1 / 15-2
- Gao Ling /  Huang Sui –  Ella Tripp /  Joanne Nicholas: 15-2 / 15-0
- Wei Yili /  Zhao Tingting –  Jiang Yanmei /  Li Yujia: 15-7 / 15-1
- Hwang Yu-mi /  Lee Hyo-jung –  Liliyana Natsir /  Greysia Polii: 15-9 / 15-9
- Yang Wei /  Zhang Jiewen –  Pernille Harder /  Mette Schjoldager: 15-4 / 15-3
- Gao Ling /  Huang Sui –  Wei Yili /  Zhao Tingting: 15-12 / 15-9
- Yang Wei /  Zhang Jiewen –  Hwang Yu-mi /  Lee Hyo-jung: 10-15 / 15-6 / 15-3
- Yang Wei /  Zhang Jiewen –  Gao Ling /  Huang Sui: 15-7 / 15-6

### Mixed Qualifikation
- Devin Lahardi Fitriawan /  Tetty Yunita –  Chen Wet Lim /  Marilyn Mei Ling Pang: 15-5 / 15-4
- Fairuzizuan Tazari /  Ooi Sock Ai –  Panuwat Ngernsrisul /  Sitee Phuksapaisalsilp: 15-4 / 17-16
- Devin Lahardi Fitriawan /  Tetty Yunita –  Tan Wee Kiong /  Ng Hui Lin: 15-4 / 15-4

### Mixed
- Zhang Jun /  Gao Ling –  Lee Jae-jin /  Hwang Yu-mi: 15-7 / 15-10
- Robert Blair /  Natalie Munt –  Daniel Shirley /  Sara Runesten-Petersen: 15-13 / 13-15 / 15-6
- Jens Eriksen /  Mette Schjoldager –  Björn Siegemund /  Nicol Pitro: 15-11 / 15-13
- Titon Gustaman /  Lelyana Daisy Chandra –  Liu Kwok Wa /  Louisa Koon Wai Chee: 15-11 / 12-15 / 15-7
- Sudket Prapakamol /  Saralee Thungthongkam –  Zakry Abdul Latif /  Joanne Quay: 15-8 / 15-7
- Devin Lahardi Fitriawan /  Tetty Yunita –  Svetoslav Stoyanov /  Victoria Wright: 11-15 / 15-10 / 15-6
- Nova Widianto /  Vita Marissa –  Soon Chiang Ong /  Mooi Hing Yau: 15-8 / 15-3
- Songphon Anugritayawon /  Duanganong Aroonkesorn –  Ong Ewe Hock /  Sutheaswari Mudukasan: 7-15 / 15-9 / 15-6
- Mathias Boe /  Rikke Olsen –  Ong Soon Hock /  Phui Leng See: 15-7 / 15-7
- Fairuzizuan Tazari /  Ooi Sock Ai –  Nuttaphon Narkthong /  Kunchala Voravichitchaikul: 15-7 / 15-12
- Nathan Robertson /  Gail Emms –  Michael Lamp /  Ann-Lou Jørgensen: 15-7 / 15-8
- Anggun Nugroho /  Eny Widiowati –  Gan Teik Chai /  Fong Chew Yen: 15-10 / 3-15 / 15-7
- Chen Qiqiu /  Zhao Tingting –  Albertus Susanto Njoto /  Li Wing Mui: 15-10 / 15-7
- Tadashi Ohtsuka /  Shizuka Yamamoto –  Fredrik Bergström /  Johanna Persson: 12-15 / 15-3 / 15-8
- Kim Yong-hyun /  Lee Hyo-jung –  Tan Bin Shen /  Tania Teoh: 15-2 / 15-9
- Thomas Laybourn /  Pernille Harder –  José Antonio Crespo /  Dolores Marco: w.o.
- Zhang Jun /  Gao Ling –  Robert Blair /  Natalie Munt: 15-11 / 15-7
- Jens Eriksen /  Mette Schjoldager –  Titon Gustaman /  Lelyana Daisy Chandra: 15-0 / 15-9
- Sudket Prapakamol /  Saralee Thungthongkam –  Devin Lahardi Fitriawan /  Tetty Yunita: 15-9 / 15-11
- Nova Widianto /  Vita Marissa –  Thomas Laybourn /  Pernille Harder: 15-5 / 15-2
- Mathias Boe /  Rikke Olsen –  Songphon Anugritayawon /  Duanganong Aroonkesorn: 15-5 / 15-3
- Nathan Robertson /  Gail Emms –  Fairuzizuan Tazari /  Ooi Sock Ai: 15-10 / 15-7
- Chen Qiqiu /  Zhao Tingting –  Anggun Nugroho /  Eny Widiowati: 15-13 / 15-3
- Kim Yong-hyun /  Lee Hyo-jung –  Tadashi Ohtsuka /  Shizuka Yamamoto: 13-15 / 15-4 / 15-7
- Zhang Jun /  Gao Ling –  Jens Eriksen /  Mette Schjoldager: 15-10 / 15-13
- Nova Widianto /  Vita Marissa –  Sudket Prapakamol /  Saralee Thungthongkam: 15-12 / 15-7
- Nathan Robertson /  Gail Emms –  Mathias Boe /  Rikke Olsen: 13-15 / 15-7 / 15-4
- Kim Yong-hyun /  Lee Hyo-jung –  Chen Qiqiu /  Zhao Tingting: 8-15 / 17-14 / 15-11
- Zhang Jun /  Gao Ling –  Nova Widianto /  Vita Marissa: 15-11 / 15-8
- Kim Yong-hyun /  Lee Hyo-jung –  Nathan Robertson /  Gail Emms: w.o.
- Zhang Jun /  Gao Ling –  Kim Yong-hyun /  Lee Hyo-jung: 15-2 / 15-11